# レオ12世 (ローマ教皇)
レオ12世（Leo XII, 1760年8月22日 - 1829年2月10日）は、ローマ教皇（在位1823年9月28日 - 1829年2月10日）、カトリック教会の司祭。本名、アンニーバレ・セルマッテイ・デッラ・ジェンガ (Annibale Sermattei della Genga) 。外交家としての手腕は高かったが、教皇領内で専制政治を行って民心を失うことになった。

## 生涯
1760年、イタリアの貴族ジェンガ家に生まれる。ジェンガ家は、現在のアンコーナ県にあるジェンガを基盤とする一族である。デッラ・ジェンガの出生地ははっきりとしないが、一般的にはジェンガ、もしくはスポレートで生まれたとされている。
1783年に司祭に叙階された。教皇ピウス6世のもとで働くようになると、ティルスの名義司教を皮切りに、ケルンやパリの教皇使節を歴任した。その中で彼は外交官としてナポレオンや各国の宮廷との折衝に努めた。
1820年にピウス7世によって枢機卿にあげられ、1823年のコンクラーヴェにおいて63歳で教皇に選出された。この時フランスの勢力下にある枢機卿たちの激しい反対があったという。
教皇としてのレオ12世は、エルコール・コンサルヴィ枢機卿を右腕として活発な外交を展開、非カトリック諸国とも友好関係を築くことに成功したが、教皇領内において住民に対する監視システムを作ったり、ユダヤ人をゲットーに押し込めるなどの政策を実行したため、経済が停滞し、教皇領の民心を失っていった。彼はまたカルボナリやフリーメイソンのような秘密結社を徹底的に非難した。
1829年2月10日に教皇が亡くなると、教皇領の住民は露骨に喜んだといわれている。